# Off-Off-Broadway

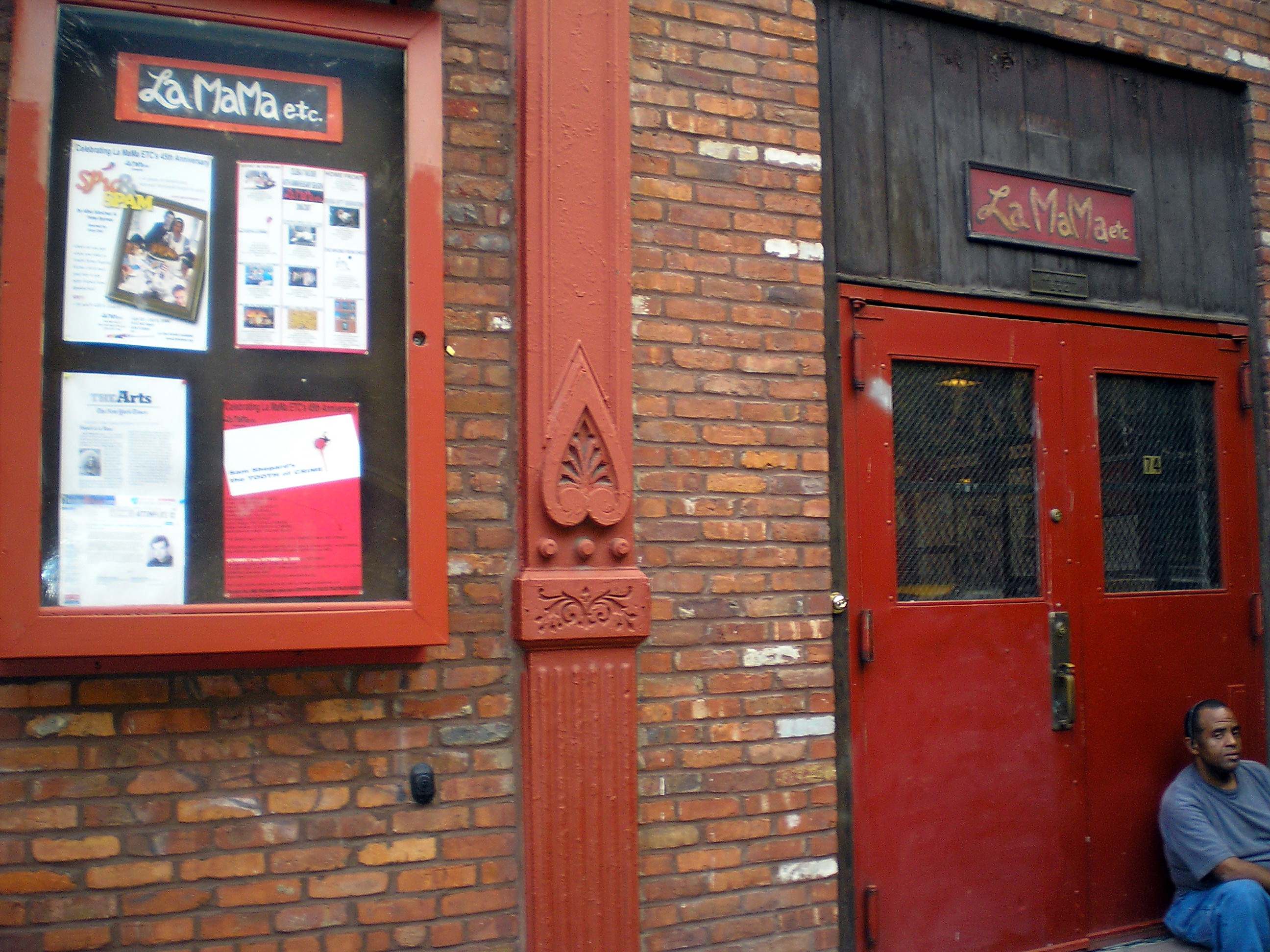
La Mama Theater, septiembre de 2006

En Nueva York (Estados Unidos) las producciones teatrales Off-Off-Broadway  son aquellas que se representan  en teatros de un tamaño menor que los teatros de Broadway y Off-Broadway. Los teatros Off-Off-Broadway tienen habitualmente menos de 100 asientos, aunque el término puede ser usado para cualquier espectáculo en el área de Nueva York que emplee actores de la Actors' Equity Association, pero no bajo un contrato en Off-Broadway, Broadway o de la League of Resident Theatres. Los espectáculos abarcan desde producciones profesionales de artistas reconocidos hasta pequeñas performances de aficionados.
El movimiento Off-Off-Broadway empezó en 1958 como una reacción al Off-Broadway, y un «rechazo absoluto al teatro comercial».